# Service de protection de la communauté juive
Le Service de protection de la communauté juive (SPCJ) est un organisme créé et sponsorisé par le Conseil représentatif des institutions juives de France (CRIF) en 1980. Il s'est donné comme mission notamment de recenser les actes antisémites en France. Il travaille en collaboration avec les services de police, notamment dans le décompte des actes antisémites.

## Historique

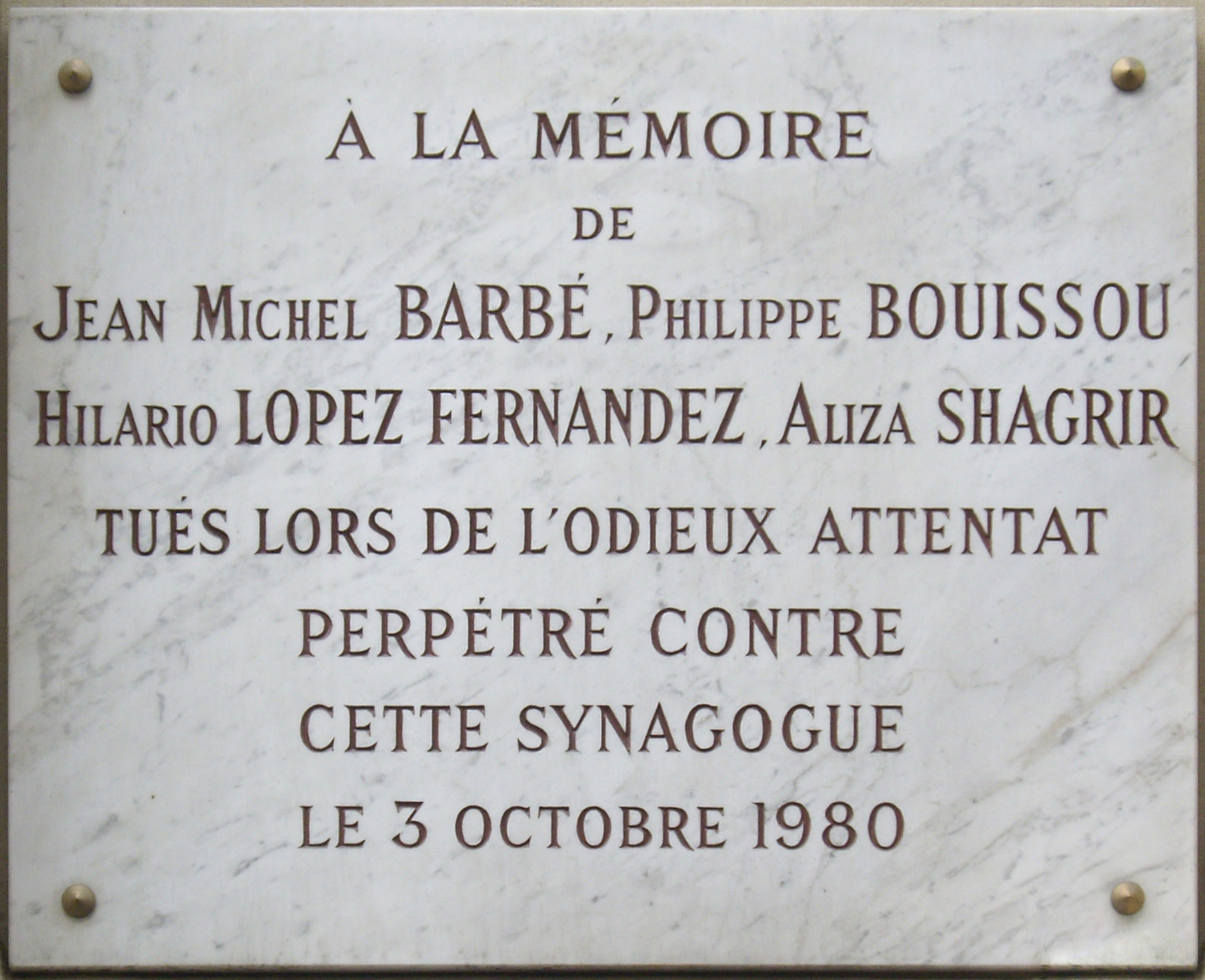
Plaque commémorant l'attentat de la rue Copernic en 1980, qui a motivé la création du SPCJ.

Le Service de protection de la communauté juive (SPCJ) est fondé en 1980, à la suite de l'attentat de la rue Copernic du 3 octobre 1980 dans le 16e arrondissement de Paris.
Le SPCJ est fondé par le Conseil représentatif des institutions juives de France (CRIF), le Fonds social juif unifié (FSJU) et des consistoires, pour protéger la communauté juive.
L'organisme se donne pour mission d'organiser des stratégies d'auto-défense auprès des lieux de culte, des écoles et des espaces communautaires.
L’existence du SPCJ depuis les années 1980 est justifié par la menace terroriste et antisémite qui perdure sur le territoire et — de fait — par la nécessité d'œuvrer à l'épanouissement des Juifs en France, en garantissant l'intégrité et la libre expression de l'identité juive sous toutes ses formes.
Le SPCJ est une organisation apolitique, à but non lucratif. Sa vocation exclusive est la protection de la vie juive dans toutes ses pluralités.
Si d'autres organismes comme la Ligue de défense juive ou encore le Betar réclament une association dans leurs actions avec le SPCJ, notamment sur les réseaux sociaux, ce dernier n'est pas apparenté à ces organisations et ne participe pas à des actions violentes. Associé avec d'autres associations juives françaises comme le CRIF, le FSJU, le Consistoire de Paris et la Fondation pour la mémoire de la Shoah, le SPCJ travaille en collaboration avec le ministère de l'Intérieur et l'État français,. Le SPCJ n'est pas déclaré au Journal officiel en tant qu'association loi 1901.

### Un rôle accru depuis2000
En 2000, alors qu'éclatait la seconde intifada, les représentants de la communauté juive rencontraient le président de la République, Jacques Chirac, et le Premier ministre, Lionel Jospin, pour demander une augmentation de la protection policière lors des fêtes de Yom Kippour. Entre le 9 septembre 2000 et le 20 novembre 2001, plus de 300 actes antisémites sont enregistrés par l'association dans la région francilienne visant notamment des synagogues et des fidèles ainsi que des espaces communautaires. Après la hausse des actes antisémites en France depuis 2002, les rapports du SPCJ sont régulièrement établis pour mesurer les actes antisémites en France. C'est cette même année que le SPCJ met en place une ligne téléphonique pour venir en aide aux victimes. Cette aide porte aussi sur les procédures judiciaires comme le dépôt de plaintes auprès de la police nationale,,.

## Rapports annuels du SPCJ
La recension du nombre d'actes antisémites est coproduite avec le ministère de l'Intérieur. Ces chiffres intègrent des actes initialement perçus comme possiblement antisémites, même si par la suite ceux-ci sont requalifiés, mais ne concernent que les actes ayant fait l'objet d'un dépôt de plainte, d'une main-courante, ou d'une saisine du parquet.
Les rapports pointent une augmentation des actes antisémites en France depuis 1999. Une première augmentation entre en corrélation avec un événement extérieur : la seconde intifada qui ravive le conflit israélo-palestinien. Les chiffres du SPCJ, utilisés par Jérôme Fourquet et Sylvain Maternach, montrent une augmentation de 82 actes antisémites en 1999 pour monter à 744 l'année suivante pour se stabiliser autour de 400 depuis,. Cette augmentation est marquée par des agressions contre la communauté juive qui ont un retentissement national comme l'assassinat d'Ilan Halimi en 2006, les attentats de 2012 perpétrés par Mohammed Merah ou encore la prise d'otages du magasin Hyper Cacher en 2015.

## Présidence
- Éric de Rothschild